# Józef Cepil
Józef Cepil (ur. 19 marca 1960 w Parchocinie) – polski polityk, ekonomista, inżynier rolnik, urzędnik państwowy, poseł na Sejm IV i V kadencji.

## Życiorys
W 1989 ukończył studia na Wydziale Rolniczym Akademii Rolniczej w Lublinie, a w 2009 studia doktoranckie w Kolegium Zarządzania i Finansów Szkoły Głównej Handlowej. Od 1980 prowadził gospodarstwo rolne specjalizujące się w produkcji roślinnej, wcześniej pracował jako ślusarz w Hucie im. Lenina w Krakowie. W okresie 1984–1986 kierował zarządem gminnym ZSMP w Nowym Korczynie. Był także instruktorem ZHP.
Od 1980 działał w Zjednoczonym Stronnictwie Ludowym, a w 1990 wstąpił do Polskiego Stronnictwa Ludowego. W latach 1992–2001 zasiadał w radzie i zarządzie gminy Nowy Korczyn. W 1997 przeszedł z PSL do partii Przymierze Samoobrona (działającej od 2000 pod nazwą Samoobrona Rzeczpospolitej Polskiej). W latach 1999–2006 kierował strukturami wojewódzkimi ugrupowania w województwie świętokrzyskiem. W 2001 i 2005 uzyskiwał mandat poselski z listy tej partii w okręgu kieleckim (otrzymał kolejno 10 836 i 10 526 głosów). W Sejmie był wiceprzewodniczącym Komisji ds. Unii Europejskiej, zasiadał też m.in. w Komisji Finansów Publicznych. Od 2003 do 2006 wchodził w skład prezydium ZZR „Samoobrona”. We wrześniu 2006 opuścił Samoobronę RP, wstępując do nowo powstałego klubu parlamentarnego Ruch Ludowo-Narodowy. Od października do listopada 2006 przewodniczył temu klubowi (jako p.o.). W grudniu 2006 wszedł w skład koła pod nazwą Ruch Ludowo-Chrześcijański. W lutym 2007 współtworzył partię Ruch Ludowo-Narodowy. W sierpniu 2007 wstąpił do Prawa i Sprawiedliwości.
W wyborach parlamentarnych w 2007 z listy PiS bez powodzenia ubiegał się o reelekcję (uzyskał 1943 głosy). W 2008 został pracownikiem warszawskiej delegatury Najwyższej Izby Kontroli. Później objął samodzielne stanowisko ds. audytu wewnętrznego w Urzędzie Miasta i Gminy w Busku-Zdroju. W wyborach samorządowych w 2014 z ramienia lokalnego komitetu bezskutecznie kandydował na radnego powiatu buskiego i wójta gminy Nowy Korczyn (otrzymał 7,8% głosów i zajął trzecie miejsce spośród czterech kandydatów). W 2016 został zastępcą dyrektora oddziału regionalnego Agencji Restrukturyzacji i Modernizacji Rolnictwa w Kielcach. W latach 2018–2024 zajmował stanowisko dyrektora świętokrzyskiego oddziału agencji. W 2024 został członkiem rady nadzorczej Świętokrzyskiego Centrum Innowacji i Transferu Technologii.
Z listy PiS wystartował 2018 do sejmiku świętokrzyskiego oraz w 2023 do Sejmu.

## Życie prywatne
Józef Cepil jest żonaty, ma dwoje dzieci.